# 宮本えつよし
宮本 えつよし（みやもと えつよし、男性 ）は、大阪府大阪市港区出身。現在、千葉県在住の絵本作家、イラストレーター。

## 来歴・人物
グラフィックデザイナーを経てイラストレーター及び絵本作家となる。現在、絵本、児童書、広告などを手がけるほか、絵本講座の講師および造形教室ではワークショップ（「宮本えつよしのワークショップ」）などの工作イベントを行う。

## 賞歴
- 講談社創作キャラクター賞
- サンケイ新聞広告賞
- パルコパロディ賞

## 作品

### 『キャベタマたんてい』シリーズ
金の星社から発行。著者/三田村信行　絵/宮本えつよし
- キャベたまたんてい　なぞのゆうかいじけん（1998年）
- キャベたまたんてい　空とぶハンバーガーじけん（2001年）
- キャベたまたんてい　ぎょうれつのラーメンのひみつ（2001年）
- キャベたまたんてい　しにがみのショートケーキ（2001年）
- キャベたまたんてい　びっくりかいてんずし（2003年）
- キャベたまたんてい　かいとうセロリとうじょう（2004年）
- キャベたまたんてい　ピラミッドのなぞ（2005年）
- キャベたまたんてい　100おく円のたからさがし（2006年）
- キャベたまたんてい　ハラハラさばくの大レース（2007年）
- キャベたまたんてい　きえたキャベたまひめのひみつ（2008年）
- キャベたまたんてい　タコヤキ　オリンピック（2009年）
- キャベたまたんてい　ほねほねきょうりゅうのなぞ（2010年）
- キャベたまたんてい　ミステリーれっしゃをおえ！（2011年）
- キャベたまたんてい　ゆうれいかいぞくの地図（2012年）
- キャベたまたんてい　きけんなドラゴンたいじ（2013年）
- キャベたまたんてい　きょうふのおばけやしき（2014年）
- キャベたまたんてい　ちんぼつ船のひみつ（2015年）
- キャベたまたんてい　からくりにんじゃやしきのなぞ（2016年）

### 『おばけずかん』シリーズ
講談社から発行。著者/斉藤洋　絵/宮本えつよし
- やまのおばけずかん
- うみのおばけずかん
- まちのおばけずかん
- がっこうのおばけずかん
- がっこうのおばけずかん ワンデイてんこうせい
- がっこうのおばけずかん あかずのきょうしつ
- いえのおばけずかん
- がっこうのおばけずかん おきざりランドセル
- のりものおばけずかん
- がっこうのおばけずかん おばけにゅうがくしき
- いえのおばけずかん ゆうれいでんわ
- どうぶつのおばけずかん
- びょういんのおばけずかん おばけきゅうきゅうしゃ
- いえのおばけずかん おばけテレビ
- びょういんのおばけずかん なんでもドクター
- こうえんのおばけずかん　おばけどんぐり

### その他の作品
- きむらゆういち・みやもとえつよしのガラクタ工作　シリーズ
- アイスクリームがなんだ！
- モー若丸・ベンケイ太の「新妖怪アドベンチャー」
- モー若丸・ベンケイ太の「昔話魔人伝」
- クレヨンしんちゃんゲームブック（1）（2）
- テレビン（1）町のヒーローになるまき
- テレビン（2）なぞの電たくマンあらわる
- やさいペット
- へそまがりなかえる
- ハムスターだいすき
- 極楽探偵シャカモトくん
- それいけ！パンダのぱんたろう
- はじめての　のりものずかん
- はじめての　どうぶつずかん
- はじめての　たべものずかん
- コロちゃんの　ランドセルだいすき
- ミミちゃんの　ランドセルだいすき
- ぼく（わたし）のふしぎどうぶつえん
- てをつなごう
- 小野妹子―海をわたった古代の外交官(よんでしらべて時代がわかるミネルヴァ日本歴史人物伝)
- はじめてのクレヨンBOX＜クレヨン6色+ぬりええほん付＞
- おとこのこずかん
- おんなのこずかん
- レンタルおばけのレストラン
- ぼくのでんしゃでんしゃ!

## テレビ出演
- かんさい情報ネット ten！
- ハッピー！クラッピー（こうさくさんのこうさくコーナー）